# Лі Гуан'юань
Лі Гуан'юань (27 лютого 1997) — китайський плавець.
Призер Чемпіонату світу з водних видів спорту 2017 року.
Переможець Азійських ігор 2018 року.